# Gakhars
Els gakhars, gakkhar, ghakhar o ghakkar —گاکھر (urdú) — és una ètnia del Pakistan que viu especialment al districte de Rawalpindi, al districte d'Hazara i districtes veïns. Eren una mena d'aristocràcia feudal als territoris que controlaven. Hi ha un clan hindú amb aquest nom que viu a l'Índia i que abans havia viscut amb la resta del poble que va romandre al Pakistan a la partició de 1947.

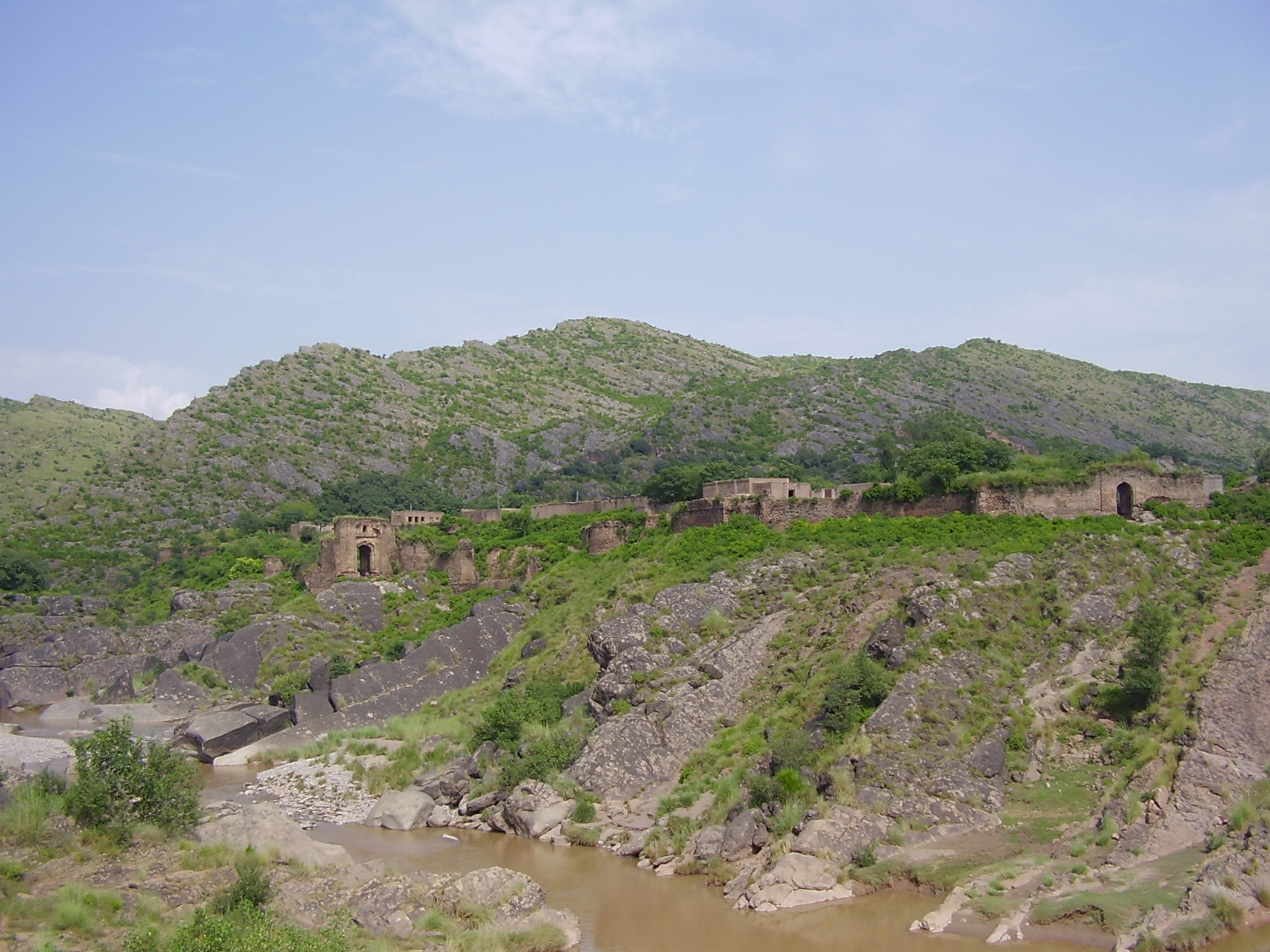
Fort Pharwala centre dels Gakhar

## Història
Les fonts més antigues són la història de Ferishta acabada el 1606 i la "Kaygawharnāma" de Rayzada Dunichand Bali escrita el 1725.
Segons la Kaygawharnāma es consideren d'origen persa noble i encara utilitzen el títol kayani dels nobles perses semimitològics. Segons Ferishta eren una tribu índia establerta a Pèrsia fins al 565 que van envair el nord-oest de l'Índia i en van tenir el control en nom dels sassànides fins al segle x quan ja la dinastia persa feia segles que s'havia acabat; una part eren exiliats; el raja de Lahore els va donar uns territoris a perpetuïtat a canvi de la protecció de la frontera contra els invasors musulmans, territoris en els quals van formar una aristocràcia dominant sobre la població hindú. Segons l'enciclopèdia britànica serien descendents d'una de les onades de conqueridors orientals. La tesi moderna suggereix que probablement es tracta dels kushana.
Formaven la raça dominant al període de les primeres invasions musulmanes i probablement foren els gakhars i no els kokhars els que van fer front a Mahmud de Gazni el 1008 aliats als rajes hindús, i van arribar a atacar el campament del sultà a Peshawar, però la seva valentia els va causar grans pèrdues com després va passar als meds i jats que van atacar al sultà quan tornava de Somnath el 1026. Per la seva defensa van rebre del rei de Potohar el territori que encara ocupen.
El 1204/1205 es van revoltar contra els gúrides però foren reprimits de manera sagnant; al final estaven desmoralitzats i el seu cap es va convertir a l'islam; però a l'any següent, quan el sultà gúrida Muizz al-Din Muhammad ibn Sam (també conegut com a Shihab al-Din Muhammad) tornava a Gazni (1206) i tenia el campament a Damyak a la vora del riu Jhelum, fou mort pels gakhars o almenys per un gakhar (potser un venjador de la repressió o un grup oposat a la conversió, més que no pas el poble sencer); altres teories diuen que foren els khokars i altres que ismaïlites d'Alamut (com diu una font contemporània) o potser un poble de la zona que havia adoptat les doctrines ismaïlites influïts pels propers càrmates de Multan. Vers 1222 van deixar passar als mongols pel seu territori. El 1247 apareixen enfrontant-se a Nasr al-Din Mahmud Shah (1246-1266) i Giyath ad-Din Balban Ulugh Khan (1266-1287/1288) va assolar el seu territori i va fer milers de captius; Malik Altuniya els va enrolar en les seves forces rebels contra Muizz al-Din Kaykubad ibn Bugra Khan (1287/1288-1290), revolta que fou derrotada.
El 1342 van envair el Panjab durant el regnat de Muhammad Shah II Tughluk (1325-1351) i van matar a Tatar Khan, virrei de Lahore. després de la invasió de l'Índia per Tamerlà (1399) van atacar a aquest però van patir una derrota greu.

### Edat moderna
El 1525 van atacar a Baber durant la seva marxa; Baber va ocupar la seva fortalesa a 20 km a l'est de Rāwalpindi, on era el cap suprem gakhar
Van arribar a la zona de Rawalpindi amb Mahmud de Gazni i encara no eren musulmans (foren convertits en temps de Muhammad de Ghor), però no apareixen realment a la història fins al temps de Baber, quan el cap gakhar i governador de la zona, Hati Khan, va defensar la regió que tenia la capital a Paralah, o Parhala (després Pharwala. Hati va poder escapar per una porta mentre l'exèrcit mogol entrava per l'altra
però fou finalment enverinat vers el 1526 pel seu cosí Sultan Sarang que es va sotmetre a Baber i li va reconèixer el domini del país de Potwar.
Hati Khan, que va fugir i el 1527 es va posar al servei de Baber i els mogols, rebent diverses concessions i el títol de sultà. El 1553 Adam Khan va entregar al rebel príncep Kamran a Humayun, però després Akbar el va deposar i va donar el tron al seu nebot Kamal Khan. La dinastia es va mantenir en endavant com a destacats sobirans locals dominant del Chenab a l'Indus.
Sota Humayun el sultà gakhar Sarang encunyava moneda pròpia i feia la khutba en nom propi; enderrocat Humayun no va voler reconèixer a Sher Shah; fou llavors (1541-1543) quan es va construir el fort Rohtas (declarat patrimoni de la Humanitat el 1997); Sher Shah va fer una expedició contra els gakhars als que va derrotar i va fer presoner a Sarang que fou executat, i al seu fill Kamal (empresonat al fort de Gwalior); el va succeir el seu germà Sultan Adam; el 1552 Khamran, germà rebel d'Humayun, es va refugiar entre els gakhar, després de provar inútilment refugiar-se amb Islam Shah Suri, fill i successor de Sher Shah; però Adam el va entregar després a Humayun que el va fer cegar i que va donar diversos dons al sultà gakhar en agraïment.
Adam va caure en desgràcia dins el seu clan després d'un escàndol familiar, i fou enderrocat pel seu nebot Kamal Khan que s'havia lliurat miraculosament de la mort a Gwalior (Salim Khan va ordenar fer volar la fortalesa i tots els presoners van morir excepte Kamal, després del qual, impressionats, els Suri el van alliberar). Segons Abu l-Fadl, Akbar va ordenar la partició del territori entre Adam i Kamal Khan i això va portar a una batalla en què Adam va morir. Akbar hi va fer enllaços matrimonials i el príncep Selim (Jahangir) es va casar a una filla de Sayd Khan, germà de Kamal Khan. Sayd Khan va combatre a les ordres del general Zayn Khan Kokahs (mogol) contra els afganesos a la vall del Swat i Bajawr. Més tard Aurangzeb també va concedir honors al sultà gakhar Allah Kuli Khan (1682-1705) i va acceptar el matrimoni d'una filla del sultà amb el seu fill Muhammad Akbar.
Foren lleials als mogols durant tot l'imperi, amb alguna excepció aïllada com quan el cap gakhar Mukarrab Khan va estar al costat de Nadir Shah en la seva invasió de l'Índia, contra els mogols, a la batalla de Karnal (1739). fins que el país va caure en mans dels sikhs. Nadir Shah li va concedir poc després el títol de nawab (nawwab), probablement de manera personal, ja que no fou portat per cap més líder gakhar en endavant. El poder gakhar era llavors molt gran; van derrotar els yusafzai afganesos i a Jang Kuli Khan de Khatak i van ocupar Gujrat saquejant el país del Chib fins a Bhimber al nord.
El 1765 els gakhar foren derrotats pels generals sikhs Gudjjar Singh Bandhi (Sardar Gujar Singh Bhangi) i Sahib Singha a Gudjrat que aprofitaren la paràlisi del govern mogol per avançar des de Lahore i atacar a Mukarrab Khan, que fou derrotat fora de les muralles de Gujarat. El territori fins al riu Jhelum fou ocupat pels sikhs.
El 1769 Mukarrab Khan fou capturat pels seus propis homes i assassinat per un rival, Himmat Khan i aprofitant aquestes discòrdies els sikhs van annexionar tot el territori gakhar; els dos fills de Mukarrab Khan van rebre el fort de Pharwala com a djagir o feu, però els fou confiscat el 1818. Himmat Khan fou derrotat per Sardar el 1770, aquest també derrotà a altres caps que si oposaven, i els sikhs van dominar el país.

### Edat contemporània
El 1835 els gakhars es van revoltar dirigits per Shadman Khan i Muddu Khan, però foren derrotats pels sikhs i els caps rebels empresonats (i van morir en captivitat). El 1849 el Panjab va passar a domini britànic i fou concedida una pensió a Hayat Allah Khan, fill de Shadman Khan. El 1853 el cap gakhar de Mandla, Nadir Khan, va participar en el complot antibritànic dels sikhs però aquesta revolta fou dominada ràpidament i Nadir fou executat. Després van tenir com a cap a Raja Jahandad Khan, lleial als britànics que fou fet cavaller i va morir el 1906. El seu net va morir en accident el 1963 i el va succeir Sultan Iraj Zaman Khan de 18 anys.
Els gakhar es van dividir en clans dels quals actualment n'hi ha sis d'importants i uns 40 en total: 
1. Adamal (descendents de Sultan Adam)
2. Sarangal (descendents de Sultan Sarang)
3. Hathial (suposats descendents de Sultan Hathi)
4. Bogial (suposats descendents de Malik Boga)
5. Firozal (suposats descendents de Malik Firoz)
6. Iskandrial (suposats descendents de Malik Sikandar)

## Llista de sobirans dels gakhars
- Hati Khan ?-1526
- Sultan Sarang vers 1526-1552
- Sultan Adam Khan 1552-?
- Kamal Khan ?
- Lashkar Khan ?
- Sayd Khan ?-1682
- Allah Kuli Khan 1682-1705
- Mukarrab Khan 1705-